# Instituto Nacional Electoral
El Instituto Nacional Electoral (INE) es uno de los órganos constitucionales autónomos de México con funciones de máxima autoridad electoral, encargado de celebrar y regular los procesos electorales y establecer las normas a las que se sujetarán los participantes de dichos procesos.
Entre sus funciones se incluyen: organizar elecciones en todo el territorio mexicano, tanto federales como locales (en cuyo caso deberá coordinarse con los organismos públicos locales electorales); organizar los procesos de participación ciudadana, tales como la iniciativa ciudadana, consulta popular o revocación de mandato; administrar el Registro Federal de Electores y, con él, expedir la credencial para votar (coloquialmente llamada INE); difundir con exclusividad la información pública sobre los procesos electorales; intervenir, con previa solicitud, en los procesos de elección interna de los partidos políticos; promover por distintos métodos la participación ciudadana en la vida pública, la preeminencia del sistema democrático y el ejercicio libre del voto; normar los tiempos de radio y televisión para todos los involucrados en los procesos electorales; y vigilar el uso de los recursos públicos entregados a órganos electorales y partidos políticos.
Se creó el 10 de febrero de 2014, en sustitución del Instituto Federal Electoral, tras la reforma política-electoral de 2014. No entró en operaciones sino hasta el 3 de abril del mismo año, cuando su primer presidente, Lorenzo Córdova, asumió la dirigencia del órgano.

## Historia

### Antecedentes

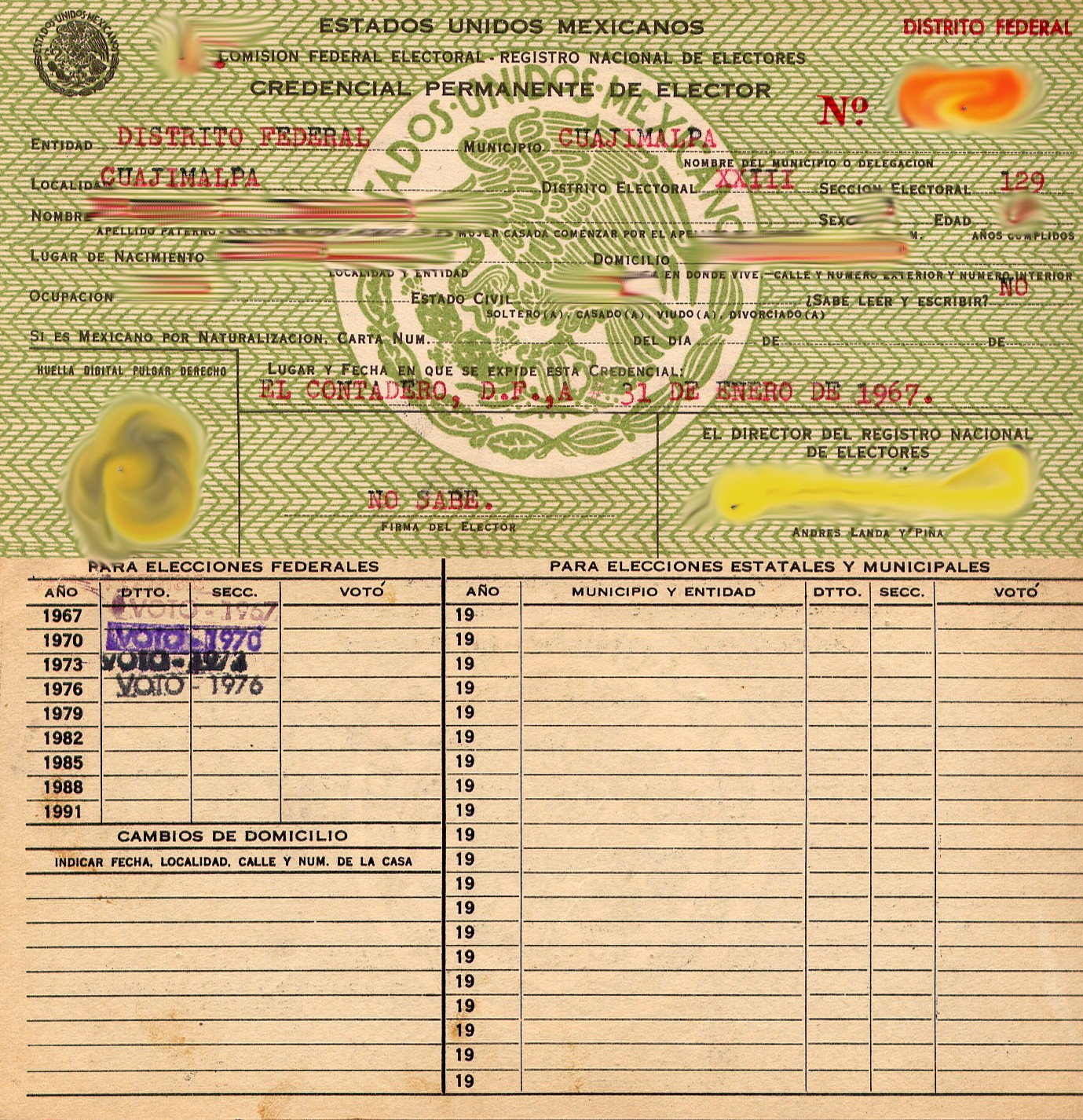
Anverso y reverso de una credencial para votar expedida en 1967 durante la existencia de la Comisión Federal de Vigilancia Electoral.

Con la publicación de la Constitución Política de los Estados Unidos Mexicanos en 1917, Se crearon la Junta Empadronadora, las Juntas Computadoras Locales y los Colegios electorales como encargados de la celebración y calificación de las elecciones federales, es decir, el presidente y de los senadores y diputados, que quedaron a cargo de los presidentes municipales, otorgándoles grandes responsabilidades, como el número y ubicación de las casillas dentro del territorio de los municipios a su cargo.

### La Comisión Federal de Vigilancia Electoral (1946-1973)
Históricamente el primer órgano electoral propiamente dicho se creó el 7 de enero de 1946, con la entrada en vigor de la Ley Federal Electoral, que creó la Comisión Federal de Vigilancia Electoral, dependencia de la Secretaría de Gobernación. Su órgano de gobierno estuvo conformado por el secretario de Gobernación y otro miembro del gabinete, un diputado, un senador y dos representantes de los partidos políticos con mayor relevancia. El presidente Manuel Ávila Camacho, quien había sido el artífice para la creación del nuevo órgano, transfirió dicha facultad a la presidencia de la República con el argumento de que los ayuntamientos estaban incapacitados para dichos funciones por la «influencia partidista».
Asimismo, también se creó el Consejo del Padrón Electoral y las Comisiones Electorales Locales y se volvieron ilegales las candidaturas independientes, por lo que le dieron la exclusividad a los partidos políticos de postular candidatos.
En 1951 se aumentó sus atribuciones como autoridad electoral, entre las que destacan la facultad de expedir constancias de la mayoría (reconocimiento del candidato electo) y la intervención en el registro de nuevos partidos políticos.

### La Comisión Federal Electoral (1973-1990)
En 1973 extinguió a la Comisión Federal de Vigilancia Electoral y la reemplazó con la Comisión Federal Electoral. Su órgano de gobierno introdujo representantes con voz y voto de todos los partidos políticos con registro legal.
En las elecciones federales de México de 1976, José López Portillo participó como el único candidato con registro legal; así que al año siguiente, ya como presidente, decretó la reforma política-electoral de 1977 que expedía la Ley de Organizaciones Políticas y Procesos Electorales (LOPPE). Modificó la composición de la comisión, quedando presidida por el secretario de Gobernación, un senador y un diputado, un representante por cada partido político con registro —incluidos aquellos con la nueva figura condicional— y un notario. La figura de «registro condicionado» era periodo de cuatro años en el que un nuevo partido político tenía para demostrar su subsistencia, y sería posteriormente eliminada en 1986. Aquella reforma sería considerada de carácter progresiva, por facilitar la creación de nuevos partidos políticos y darle representación a los ya existentes.
Para finales de la década de 1980, los partidos opositores al Partido Revolucionario Institucional (PRI) se consolidaron como una seria amenaza para su hegemonía, por lo que en 1986 se eliminó el «registro condicionado» y en 1987 se publicó una reforma que introdujo la representación proporcional a los representantes del consejo general de la comisión, lo que provocó que el PRI tuviera la mayoría de los representantes. Una vez más, la reforma de 1987 tenía un carácter regresivo contrario a la de 1977.

### El Instituto Federal Electoral (1990-2014)

Logotipo del IFE.

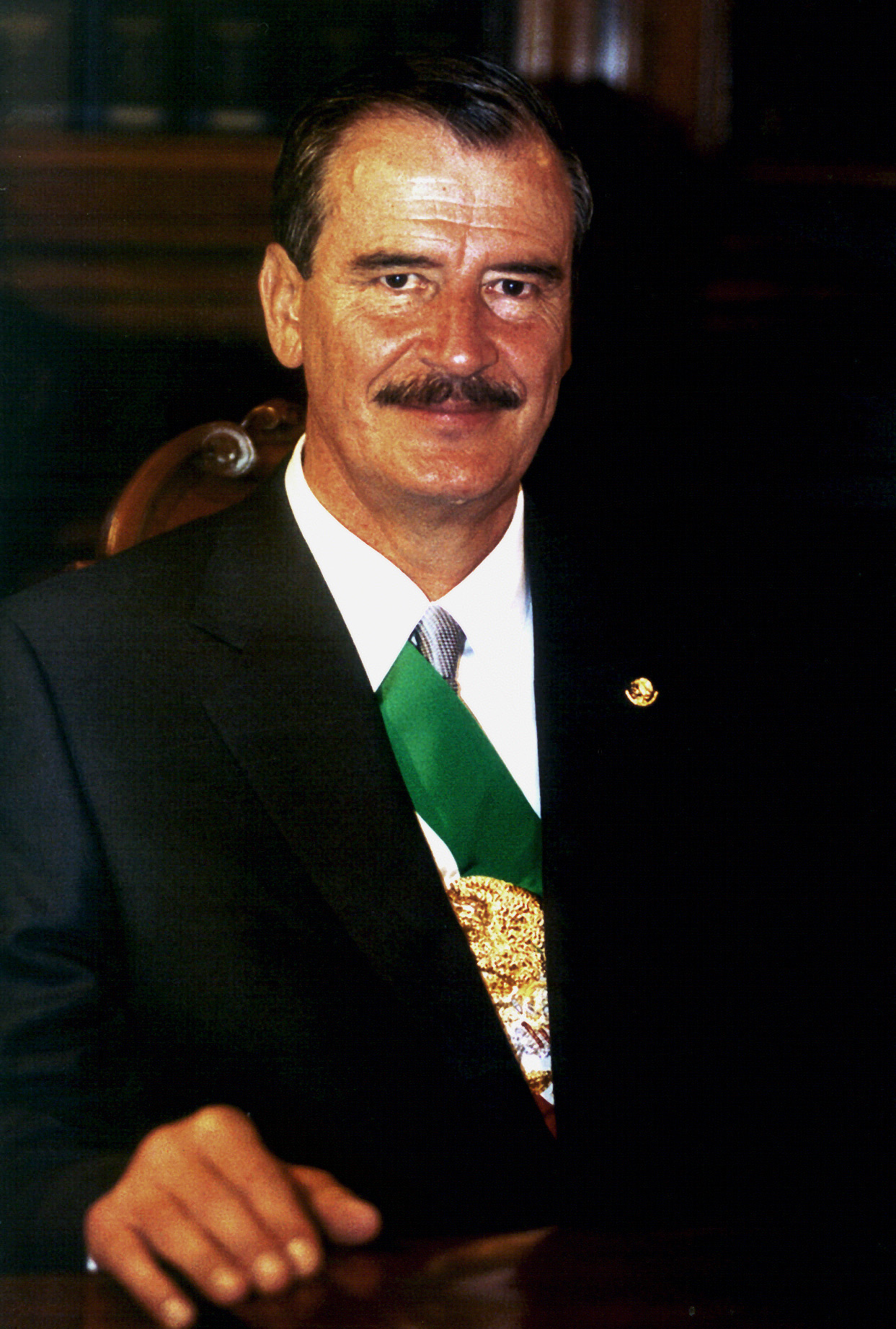
El triunfo de Vicente Fox en las elecciones federales de 2000 significó la primera alternancia de partido después de setenta y un años de gobiernos priístas.

Después de las controvertidas elecciones federales de México de 1988, que se encontraron manchadas por serias acusaciones de un fraude electoral orquestado por el PRI, se decretó la reforma política-electoral de 1990 con la que se expedía el Código Federal de Instituciones y Procedimientos Electorales (COFIPE) que creaba el Instituto Federal Electoral (IFE), que tenía por objetivo de crear una institución imparcial.
No obstante, aun así, fue considerada por críticos y opositores del régimen como contrarreforma debido a su «carácter regresivo», pues el nuevo órgano seguía dependiendo del poder ejecutivo. Su consejo general estaba conformado por el secretario de Gobernación como presidente, un director y un secretario general, así como seis consejeros propuestos por el presidente de la República y aprobados por la Cámara de Diputados, además de representantes de los distintos partidos políticos con voz pero sin voto.
Las elecciones federales de 1991 fueron las primeras organizadas por el IFE. En 1992, se integró por primera vez la fotografía del dueño en la credencial para votar, que funge como máximo documento de identidad en México. El desempeño del IFE por sus primeras elecciones, sin embargo, únicamente abonó a la desconfianza de los partidos de oposición y de la sociedad en general por el nuevo órgano, incluyendo: declarar la validez de las elecciones de los senadores y diputados, expedir constancias de candidato oficialmente electo para dichos cargos y establecer máximos presupuestales para las campañas electorales. Si bien para aquel entonces se avanzó hacia la consolidación de la autonomía para el órgano, una vez más, la reforma de 1993 constituía como un intento del PRI para mantener la mayoría en la Cámara de Diputados.
El 22 de agosto se publicó la reforma política-electoral de México de 1996 que convirtió al IFE en un órgano constitucional autónomo, con personalidad jurídica y patrimonio propios. El secretario de Gobernación, así como cualquier otra relación y representación con el poder ejecutivo que había ligado a la autoridad electoral desde 1946 sale definitivamente. Su consejo general se constituyó por nueve consejeros con derecho a voz y voto, y propuestos y designados por dos tercios de la Cámara de Diputados, de los cuales uno de ellos fungiría como presidente del instituto; así como el secretario ejecutivo del instituto, los consejeros legislativos y un representante de todos los partidos con registro legal, todos los anteriores con voz pero sin voto dentro del consejo general. Además, se eliminaron las figuras ejecutivas del director y secretario general a las de presidente y secretario ejecutivo, que hasta el día de hoy persisten. Asimismo, se incrementó significativamente el presupuesto de los partidos políticos y se creó un sistema de fiscalización de los recursos de los partidos a través de una comisión especial.
Dicha reforma provocó que en las elecciones federales de 1997, el PRI por primera vez en su historia, perdiera la mayoría absoluta en la Cámara de Diputados, y que en las elecciones de 2000, entre otras causas, permitiera la primera alternancia de partidos y la derrota del Partido Revolucionario Institucional desde su creación en 1929.
En 2005 se realizó una reforma que introdujo el voto de los mexicanos residentes en el extranjeros, siendo las elecciones federales de 2006 las primeras que permitieron dicha modalidad.
Luego de las controversias ocurridas en tales elecciones, que provocaron la crisis política de 2006 en México, se publicó la reforma política-electoral de 2007, que le agregó cincuenta y tres nuevas atribuciones, y cuyo principal objetivo era garantizar que el IFE fuera el único organismo encargado de la distribución de los medios de publicidad de los partidos políticos, así como instituir la figura de la veda electoral, para evitar que cualquier autoridad pueda interferir en los comicios con el objetivo de involucrarse en los procesos electorales. Asimismo, se creó una contraloría del instituto con un titular designado directamente por la Cámara de Diputados y una unidad técnica y autónoma encargada de la fiscalización de los partidos, en sustitución de la comisión, con un titular designado por el consejo general del IFE.
Durante la existencia del IFE, estuvo a cargo de la organización de nueve elecciones: las de 1991, 1994, 1997, 2000, 2003, 2006, 2009 y 2012.

### 2014 - Actualidad
El Instituto Nacional Electoral se creó el 10 de febrero de 2014 con la publicación de la reforma política-electoral de 2014. La principal diferencia entre el IFE y el INE es su carácter, pues únicamente tenía injerencia sobre las elecciones federales y su única relación con las elecciones locales era la utilización de una credencial para votar de carácter nacional y el informe del padrón electoral a los estados para la celebración de sus elecciones.[cita requerida] Con la creación del INE se le agregó la atribución de organizar toda la elección en México (tanto federales como locales), y en el caso de esta última, en colaboración con los organismos públicos locales electorales.
Asimismo, la reforma política-electoral de 2014 legalizó las candidaturas independientes (prohibidas en 1946) y le otorgó al INE responsabilidades presupuestales al ser el encargado del Sistema Nacional de Fiscalización para las elecciones en México.

## Marco jurídico
Dentro de las leyes que rigen el actuar, obligaciones y procedimientos del INE son las siguientes:
- Ley General de Instituciones y Procedimientos Electorales
- Ley General del Sistema de Medios de Impugnación en Materia Electoral
- Ley General en Materia de Delitos Electorales
- Ley General de Partidos Políticos
- Ley Federal de Consulta Popular

## Atribuciones

### Fiscalización
El Instituto Nacional Electoral desempeña un papel central en la fiscalización de los recursos utilizados en los procesos electorales en México. Su función principal, establecida en la legislación vigente, es garantizar la transparencia y equidad en la contienda, verificando que los partidos políticos y las candidaturas independientes cumplan con la legislación en materia de financiamiento. El Instituto, siguiendo lo dispuesto en la ley, establece las reglas y los plazos para la presentación de informes financieros obligatorios presentados por los actores políticos. Su equipo especializado realiza auditorías, verificaciones e inspecciones para obtener evidencia sobre el origen y aplicación de los recursos a través de la revisión exhaustiva de los informes anuales de gastos ordinarios, así como los de precampañas durante el proceso electoral y de las campañas electorales.
En caso de detectar irregularidades, el INE tiene la facultad de imponer sanciones, que van desde multas hasta la negación del registro de candidaturas o la invalidación o desconocimiento de un triunfo electoral.
Su estructura se compone de dos partes: permanente y temporal. Esta estructura opera bajo el marco de la Ley General de Instituciones y Procedimientos Electorales.

## Estructura Permanente
La estructura permanente está conformada por servidores públicos profesionalizados que forman parte del Instituto de manera continua. Su función principal es la ejecución de las decisiones tomadas por los órganos ciudadanos y no toma decisiones sobre la organización de las elecciones.
Esta estructura está conformada de la siguiente manera:
- Consejo General: Es el órgano superior de dirección del INE. Está integrado por 11 Consejeros Electorales (10 Consejeros y un Consejero Presidente), representantes del Poder Legislativo, de los partidos políticos y el Secretario Ejecutivo. Sus responsabilidades incluyen asegurar el cumplimiento de las leyes electorales, así como garantizar los principios de certeza, legalidad, independencia, imparcialidad, máxima publicidad y objetividad en todas las actividades del Instituto.
- Secretaría Ejecutiva: Coordina la Junta General Ejecutiva, administra y supervisa el desarrollo de las actividades de los órganos ejecutivos y técnicos del Instituto.

- Junta General Ejecutiva: Presidida por la presidenta del Consejo General, está integrada por el Secretario Ejecutivo, los directores ejecutivos de diversas áreas (Registro Federal de Electores, Prerrogativas y Partidos Políticos, Organización Electoral, Servicio Profesional Electoral Nacional, Capacitación Electoral y Educación Cívica, Administración, y Asuntos Jurídicos), los titulares de la Unidad Técnica de Fiscalización, de la Unidad Técnica de lo Contencioso Electoral y de la Unidad Técnica de Vinculación con los Organismos Públicos Locales. El titular del Órgano Interno de Control puede participar por invitación del Consejero Presidente.

- Órgano Interno de Control: Se encarga de diseñar los programas de trabajo para las auditorías que se realizan al Instituto.

## Estructura Temporal
La estructura temporal del INE está compuesta por órganos ciudadanos que se conforman durante los procesos electorales federales y locales. Estos órganos (consejos locales y distritales) están integrados por ciudadanía independiente (consejerías) seleccionada por el Consejo General del INE. 
Estos consejos distritales y locales son responsables de la aprobación de acuerdos para llevar a cabo la elección en cada entidad y en cada distrito electoral federal, así como la coordinación y colaboración con los Organismos Públicos Locales de cada entidad. 
Una vez finalizado el proceso electoral, estos órganos se disuelven hasta la siguiente elección, ordinaria o extraordinaria.
La estructura temporal está compuesta de la siguiente forma:
- Consejos Locales: Existen 32 Consejos Locales (uno por cada entidad federativa) que se encargan de vigilar el cumplimiento de la ley electoral y designar a los consejeros distritales, resolver impugnaciones, realizar los cómputos totales de la entidad y emitir las primeras declaraciones de validez de forma paralela a los 32 institutos electorales de cada estado.
- Consejos Distritales: Con un total de 300, los Consejos Distritales se encargan de contratar a las personas Supervisoras y Capacitadoras Asistentes Electorales (SE y CAE), quienes capacitan a la ciudadanía durante la jornada electoral federal y/o estatal, y deciden la ubicación y cantidad de casillas.
- Mesas Directivas de Casilla: Con un promedio de 70 mil durante las elecciones federales, las Mesas Directivas de Casilla, integradas por ciudadanos seleccionados por sorteo, se encargan de instalar las casillas el día de la elección federal y/o estatal, recibir y contar los votos el día de la jornada electoral.

## Composición histórica del Consejo General

### Lista de presidentes y secretarios ejecutivos del INE
| Presidente (a) | Inicio             | Final              | Designación*     | Secretario ejecutivo**                                                  |
| --- | ------------------ | ------------------ | ---------------- | ----------------------------------------------------------------------- |
| Lorenzo Córdova | 3 de abril de 2014 | 3 de abril de 2023 | LXII Legislatura | Edmundo Jacobo Molina                                                   |
| Lorenzo Córdova | 3 de abril de 2014 | 3 de abril de 2023 | LXII Legislatura | Roberto Heycher Cardiel Soto (3 al 14 de marzo de 2023)                 |
| Lorenzo Córdova | 3 de abril de 2014 | 3 de abril de 2023 | LXII Legislatura | Edmundo Jacobo Molina (14 de marzo al 3 de abril de 2023)               |
| Guadalupe Taddei Zavala | 4 de abril de 2023 | En el cargo        | LXV Legislatura  | Miguel Ángel Patiño Arroyo                                              |
| Guadalupe Taddei Zavala | 4 de abril de 2023 | En el cargo        | LXV Legislatura  | María Elena Cornejo Esparza (1 de julio de 2023 al 23 de enero de 2024) |
| Guadalupe Taddei Zavala | 4 de abril de 2023 | En el cargo        | LXV Legislatura  | Claudia Edith Suárez Ojeda (24 de enero al 30 de noviembre de 2024)     |
| Guadalupe Taddei Zavala | 4 de abril de 2023 | En el cargo        | LXV Legislatura  | Claudia Arlett Espino (a partir del 1 de diciembre de 2024)             |
| *: legislatura durante la cual la Cámara de Diputados realizó la designación del consejero electoral **: nombrado a propuesta del presidente del INE y aprobado por el Consejo General para el mismo periodo |                    |                    |                  |                                                                         |

### Lista de consejeros electorales del INE
| Consejero (a)                                                                                        | Periodo             | Final              | Designación*      |
| --- | ------------------- | ------------------ | ----------------- |
| Beatriz Galindo Centeno                                                                              | 4 de abril de 2014  | 3 de abril de 2017 | LXII Legislatura  |
| Arturo Sánchez Gutiérrez                                                                             | 4 de abril de 2014  | 3 de abril de 2017 | LXII Legislatura  |
| Javier Santiago Castillo                                                                             | 4 de abril de 2014  | 3 de abril de 2017 | LXII Legislatura  |
| Enrique Andrade González                                                                             | 4 de abril de 2014  | 3 de abril de 2020 | LXII Legislatura  |
| Marco Antonio Baños Martínez                                                                         | 4 de abril de 2014  | 3 de abril de 2020 | LXII Legislatura  |
| Benito Nacif Hernández                                                                               | 4 de abril de 2014  | 3 de abril de 2020 | LXII Legislatura  |
| Pamela San Martín Ríos                                                                               | 4 de abril de 2014  | 3 de abril de 2020 | LXII Legislatura  |
| Adriana Favela Herrera                                                                               | 4 de abril de 2014  | 3 de abril de 2023 | LXII Legislatura  |
| José Roberto Ruiz Saldaña                                                                            | 4 de abril de 2014  | 3 de abril de 2023 | LXII Legislatura  |
| Ciro Murayama Rendón                                                                                 | 4 de abril de 2014  | 3 de abril de 2023 | LXII Legislatura  |
| Dania Paola Ravel Cuevas                                                                             | 5 de abril de 2017  | En el cargo        | LXIII Legislatura |
| Jaime Rivera Velázquez                                                                               | 5 de abril de 2017  | En el cargo        | LXIII Legislatura |
| Beatriz Zavala Pérez                                                                                 | 5 de abril de 2017  | En el cargo        | LXIII Legislatura |
| Norma Irene de la Cruz Magaña                                                                        | 23 de julio de 2020 | En el cargo        | LXIV Legislatura  |
| Carla Astrid Humphrey Jordán                                                                         | 23 de julio de 2020 | En el cargo        | LXIV Legislatura  |
| José Martín Fernando Faz Mora                                                                        | 23 de julio de 2020 | En el cargo        | LXIV Legislatura  |
| Uuc-kib Espadas Ancona                                                                               | 23 de julio de 2020 | En el cargo        | LXIV Legislatura  |
| Jorge Montaño Ventura                                                                                | 4 de abril de 2023  | En el cargo        | LXV Legislatura   |
| Rita Bell López Vences                                                                               | 4 de abril de 2023  | En el cargo        | LXV Legislatura   |
| Arturo Castillo Loza                                                                                 | 4 de abril de 2023  | En el cargo        | LXV Legislatura   |
| *: legislatura durante la cual la Cámara de Diputados realizó la designación del consejero electoral |                     |                    |                   |